# Dendronephthya pallida
Dendronephthya pallida är en korallart som beskrevs av Henderson 1909. Dendronephthya pallida ingår i släktet Dendronephthya och familjen Nephtheidae. Inga underarter finns listade i Catalogue of Life.